# Partido de los Pobres
El Partido de los Pobres (PdlP) fue inicialmente un partido político de izquierda en México, luego transformado en una organización guerrillera que, entre otras cosas, secuestró al entonces senador y candidato a la gubernatura del guerrerense, Rubén Figueroa Figueroa. Fue fundado por Lucio Cabañas en Atoyac de Álvarez (región Costa Grande de Guerrero) en 1967. Su brazo armado fue la Brigada Campesina de Ajusticiamiento. Tuvo presencia mediante un radio de 200 kilómetros cuadrados de la sierra de Atoyac, contando con un apoyo en diversas poblaciones campesinas.
Tras la muerte de Cabañas y otros insurgentes clave a manos del gobierno el 2 de diciembre de 1974, el PDLP se disolvió. Su legado, y el de Cabañas, sigue vigente en la política radical mexicana contemporánea.

## Surgimiento

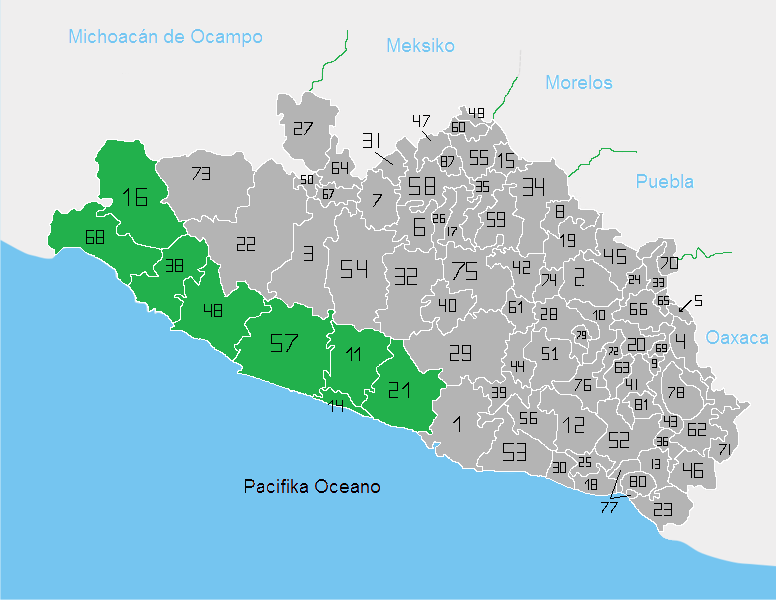
Región de Costa Grande en el estado de Guerrero, El municipio Atoyac de Álvarez (donde se originaron gran parte de las hostilidades del grupo) denotado por el número 11.

La versión más extendida -compartida por sus propios miembros- relata que el surgimiento del PDLP está vinculado a la matanza del 18 de mayo de 1967 en la comunidad de Atoyac, en el estado de Guerrero, la cual tuvo un saldo de cinco muertos y 27 heridos y fue operada, supuestamente, por el cacique local Juan García Galeana, dueño de una ferretería. Sería tras este acontecimiento que el líder del PDLP, Lucio Cabañas, habría optado por el camino armado.

Sin embargo, Ávila Coronel argumenta que "la matanza no fue el motivo de la lucha guerrillera, [aunque] sí fue un detonante para cambiar la estrategia de lucha, ya que cambió subjetivamente la circunstancia en que se daba el conflicto político y generó ciertas condiciones para que los campesinos se decidieran por la organización armada". Felipe Fierro explica igualmente el surgimiento del PDLP como un proceso más largo, que llega a su clímax con la mencionada matanza del 18 de mayo, pero no como único factor. Escribe:
Muchos pensarán que el conflicto que desembocó en la masacre en contra de padres de familia en la plaza cívica de Atoyac de Álvarez, Guerrero, aquel 18 de mayo de 1967, fue el motivo del levantamiento armado de Lucio Cabañas. Pero la lucha y su concepción guerrillera ya habían sido previstas desde las comunidades donde se desempeñó como profesor de primaria. Por eso tuvo aceptación, por eso lo siguieron cientos de jóvenes, entre ellos algunos de sus ex alumnos, incluso varias mujeres que destacaron por su valor en los combates y que lo acompañaron hasta su muerte 

## Ideología
El ideario político del PDLP, que data de marzo de 1973, establece que busca una revolución socialista. En un primer momento, debido a su carácter regional y campesino, su actividad debía concentrarse en acciones que combatieran los cacicazgos y a los enemigos de los ejidos. En un comunicado lanzado en marzo de 1973 el grupo establece un total de doce puntos donde explican su modelo económico basado en la repartición de recursos y la generación de empleo para campesinos, donde también clama una expropiación a medios de comunicación llamándolos "instrumentos de control burgueses". El grupo toma ideas de Ernesto Guevara, quien fue un referente ideológico importante para el PDLP, y quien se refiere a la importancia del medio geográfico como elemento táctico para el desarrollo de las guerrillas, citándolo:

Todo es nocturnidad. Amparados en el conocimiento del terreno, los guerrilleros caminan de noche, se sitúan en la posición, atacan al enemigo y se retiran [...] Con retirarse algo, esperarlo, dar de nuevo combate, volver a retirarse, ha cumplido su misión específica. Así, el ejército puede estar desangrándose durante horas o durante días [...]. Todo esto indica que el guerrillero ejercerá su acción en lugares agrestes y poco poblados, la lucha del pueblo por sus reivindicaciones se sitúa preferentemente y hasta casi exclusivamente en el plano del cambio de la composición social de la tenencia de la tierra, es decir, el guerrillero es, fundamentalmente y antes que nada, un revolucionario agrario.

En un segundo comunicado acusan al gobierno de Luis Echeverría de asesinar sistemáticamente a estudiantes, obreros, campesinos y cualquier opositor, haciendo hincapié en las presidencias del Partido Revolucionario Institucional tachándolas de corruptas y dejar en total desamparo a las comunidades rurales de Guerrero y todo el país. En el siguiente comunicado daba un ultimátum a demandas como la dimisión del gobernador del estado de Guerrero, así como la dimisión de elementos policíacos de la entidad acusados de abusos y vejaciones cometidas a la población civil además de observarse una influencia de las guerrillas en América Latina, sin embargo, no se tradujo en un apoyo concreto, específico, militar, logístico o de colaboración directa que permitiera pensar que efectivamente recibieron ayuda de un país socialista. Por lo tanto deducir que la guerrilla del PDLP fue originada por las oleadas guerrilleras latinoamericanas y del comunismo internacional es una simplificación del fenómeno que sólo puede ser llevada a cabo por otro proceso metodológico diferente, no necesariamente de la imitación de otras guerrillas.

## La Brigada Campesina de Ajusticiamiento
El brazo armado del PDLP fue la Brigada Campesina de Ajusticiamiento, la cual realizó tres tipos de acciones: emboscadas a la policía y al ejército; ejecuciones de caciques, acaparadores o delatores de la guerrilla; y asaltos a bancos o grandes negocios, así como el secuestro de políticos, funcionarios públicos, caciques o empresarios, los cuales presentaban como "expropiaciones".

### Secuestro de Rubén Figueroa
En 1974, la Brigada Campesina de Ajusticiamiento secuestró a Rubén Figueroa Figueroa, cabeza de una familia de caciques de Guerrero desde principios del siglo XX. Figueroa, cuyo sobrenombre era "El Tigre de Huitzuco", era además senador y en ese momento candidato a gobernador. La guerrilla lo mantuvo cautivo durante dos meses y, una vez liberado y en la silla de gobernador (1975-1981), Figueroa se concentraría en detener a los miembros de la brigada.

## Presencia pública
En enero de 1972, la Brigada Campesina de Ajusticiamiento secuestró al director de la Preparatoria n.º 2  de la Universidad Autónoma de Guerrero para obligar a su familia a publicar un comunicado de prensa. Con este texto, se hace pública por primera vez la existencia del PDLP y de la guerrilla; el gobierno mexicano censuraba específicamente cualquier mención a las guerrillas, así como a las causas de su surgimiento y los planes políticos de partidos como el de los Pobres. En el citado comunicado, se daban a conocer los objetivos de la organización política y se desmentían las versiones que buscaban darles una reputación de delincuentes (como el de ladrones de ganado), además de que reivindicaba el legado de Emiliano Zapata y Francisco Villa en su ideología.
En 1987, tras la derrota de la guerrilla por parte del ejército mexicano, algunos de sus miembros publican una versión novelada que busca explicar el surgimiento de su movilización. En este libro, la figura de Lucio Cabañas se construye como la de un héroe, heredero de la Revolución Mexicana de 1910.

## En la cultura popular
En 2018 la banda de mexicana de ska Kendra MX, lanzó un sencillo titulado "El partido de los pobres", en el que hace una clara referencia a la biografía de Lucio Cabañas; el tema fue lanzado justo el 12 de diciembre, fecha de su natalicio. El coro se compone por una de sus frases más conocidas: "Ser pueblo, hacer pueblo y estar con el pueblo".